# Namenlos
Namenlos (alem. "Sin nombre") es un álbum de estudio de L'Âme Immortelle.

## Track listing
1. Vergessen
2. 1000 Voices
3. Behind The Light
4. Bleib
5. Requiem
6. Lost
7. Blutrot
8. Reborn
9. Es tut mir leid
10. Niemals
11. Jenseits der Schatten
12. The Cleansing
13. Namenlos

- Datos: Q5442647